# World Darts Championship

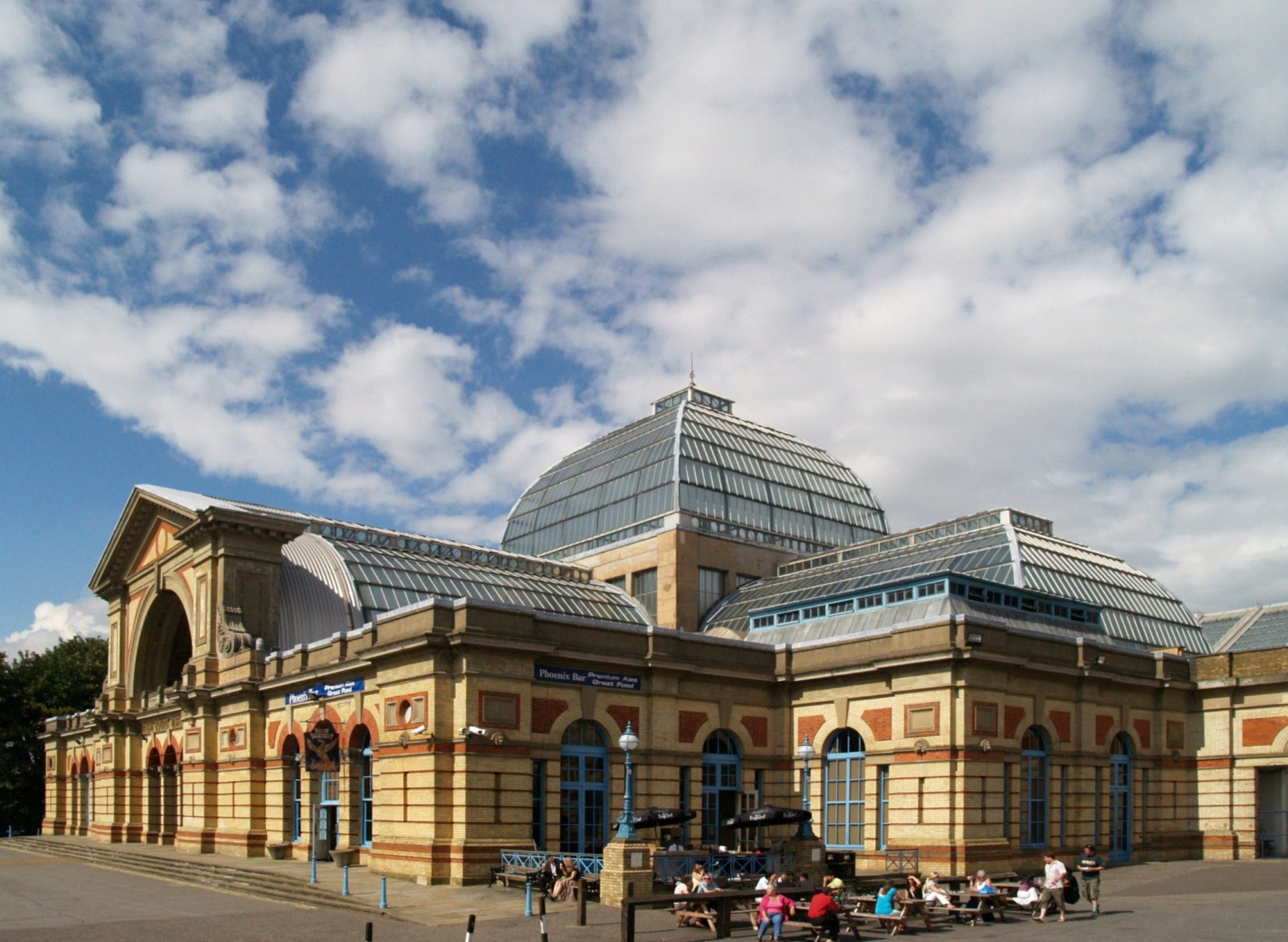
Alexandra Palace, där världsmästerskapet har anordnats sedan 2008.

World Darts Championship är ett av två världsmästerskap i dart och anordnas årligen sedan 1994 av Professional Darts Corporation (PDC). Världsmästerskapet tillkom efter en splittring inom British Darts Organisation (BDO) som anordnar World Professional Darts Championship. PDC, utbrytarorganisationen ur BDO, valde att anordna ett eget mästerskap efter splittringen. Huvudorsaken var att BDO misslyckats med Tv-avtal vilket ledde till minskade prispengar för proffsen. Tvisten mellan organisationerna drogs till domstol men slutade i förlikning. Till följd av uppgörelsen mellan BDO och PDC 1997 blev att spelarna fritt kunde välja vilket världsmästerskap de ville delta i (men inte båda samma år), så länge de uppfyllde vissa behörighetskriterier. Båda organisationerna fortsatte att organisera sina egna världsmästerskap fram till 2020 års upplagor, varefter BDO lades ner. BDO:s VM ersattes av WDF Lakeside som kan betraktas som amaörmästerskap. 
Mellan 1994 och 2007 hölls World Darts Championship på Circus Tavern i Purfleet. Sedan 2008 hålls det på Alexandra Palace i London.  
Under flera år har startfältet beståtts av 96 spelare men utökas till 128 från 2026. Spelsättet är set-spel, bäst av 5 legs i varje. Inledningsvis i bäst av 5 set som ökas succesivt till finalen i bäst av 13 set. Från och med andra rundan måste ett avgörande set vinnas med 2 legs, men avgörs med sudden death i sista 11e leg om inget avgörande skett dessförinnan. 
Svenska framgångar i detta VM: Jeffery De Graaf nådde åttondelsfinal 2025 där han förlorade mot trefaldige världsmästaren Michael van Gerwen. Stefan Lord segrade i News of the World 1978 och 1980, vilket betraktades som VM innan BDO startade VM 1978.
2010 anordnade PDC även ett världsmästerskap för damer, vilket hölls på sommaren under namnet Women's World Darts Championship.
2024 års World Darts Championship sponsrades av bettingbolaget Paddy Power. Tidigare sponsorer har varit:
- Skol (1994)
- Proton Cars (1995)
- Vernon's Pools (1996)
- Red Band (1997)
- Skol (1998–2002)
- Ladbrokes (2003–2014)
- William Hill (2015–2022)
- Cazoo (2023)
- Paddy Power (2024–)

## Vinnare
| År   | Vinnare (snittsumma i finalen) | Resultat | Tvåa (snittsumma i finalen)    | Prissumma       | Prissumma | Prissumma | Sponsor        | Arena                    |
| År   | Vinnare (snittsumma i finalen) | Resultat | Tvåa (snittsumma i finalen)    | Total prissumma | Vinnare   | Tvåa      | Sponsor        | Arena                    |
| ---- | ------------------------------ | -------- | ------------------------------ | --------------- | --------- | --------- | -------------- | ------------------------ |
| 1994 | Dennis Priestley (94,38)       | 6–1      | Phil Taylor (90,62)            | 64 000 £        | 16 000 £  | 8 000 £   | Skol           | Circus Tavern, Purfleet  |
| 1995 | Phil Taylor (94,11)            | 6–2      | Rod Harrington (87,15)         | 55 000 £        | 12 000 £  | 6 000 £   | Proton Cars    | Circus Tavern, Purfleet  |
| 1996 | Phil Taylor (98,52)            | 6–4      | Dennis Priestley (101,49)      | 62 500 £        | 14 000 £  | 7 000 £   | Vernon's Pools | Circus Tavern, Purfleet  |
| 1997 | Phil Taylor (100,92)           | 6–3      | Dennis Priestley (96,78)       | 99 500 £        | 45 000 £  | 10 000 £  | Red Band       | Circus Tavern, Purfleet  |
| 1998 | Phil Taylor (103,98)           | 6–0      | Dennis Priestley (90,75)       | 72 500 £        | 20 000 £  | 10 000 £  | Skol           | Circus Tavern, Purfleet  |
| 1999 | Phil Taylor (97,11)            | 6–2      | Peter Manley (93,63)           | 104 000 £       | 30 000 £  | 16 000 £  | Skol           | Circus Tavern, Purfleet  |
| 2000 | Phil Taylor (94,42)            | 7–3      | Dennis Priestley (91,80)       | 111 000 £       | 31 000 £  | 16 400 £  | Skol           | Circus Tavern, Purfleet  |
| 2001 | Phil Taylor (107,46)           | 7–0      | John Part (92,58)              | 125 000 £       | 33 000 £  | 18 000 £  | Skol           | Circus Tavern, Purfleet  |
| 2002 | Phil Taylor (98,47)            | 7–0      | Peter Manley (91,35)           | 205 000 £       | 50 000 £  | 25 000 £  | Skol           | Circus Tavern, Purfleet  |
| 2003 | John Part (96,87)              | 7–6      | Phil Taylor (99,98)            | 237 000 £       | 50 000 £  | 25 000 £  | Ladbrokes      | Circus Tavern, Purfleet  |
| 2004 | Phil Taylor (96,03)            | 7–6      | Kevin Painter (90,48)          | 257 000 £       | 50 000 £  | 25 000 £  | Ladbrokes      | Circus Tavern, Purfleet  |
| 2005 | Phil Taylor (96,14)            | 7–4      | Mark Dudbridge (90,66)         | 300 000 £       | 60 000 £  | 30 000 £  | Ladbrokes      | Circus Tavern, Purfleet  |
| 2006 | Phil Taylor (106,74)           | 7–0      | Peter Manley (91,72)           | 500 000 £       | 100 000 £ | 50 000 £  | Ladbrokes      | Circus Tavern, Purfleet  |
| 2007 | Raymond van Barneveld (100,93) | 7–6      | Phil Taylor (100,86)           | 500 000 £       | 100 000 £ | 50 000 £  | Ladbrokes      | Circus Tavern, Purfleet  |
| 2008 | John Part (92,86)              | 7–2      | Kirk Shepherd (85,10)          | 589 000 £       | 100 000 £ | 50 000 £  | Ladbrokes      | Alexandra Palace, London |
| 2009 | Phil Taylor (110,94)           | 7–1      | Raymond van Barneveld (101,18) | 724 000 £       | 125 000 £ | 60 000 £  | Ladbrokes      | Alexandra Palace, London |
| 2010 | Phil Taylor (104,38)           | 7–3      | Simon Whitlock (100,51)        | 1 000 000 £     | 200 000 £ | 100 000 £ | Ladbrokes      | Alexandra Palace, London |
| 2011 | Adrian Lewis (99,40)           | 7–5      | Gary Anderson (99,41)          | 1 000 000 £     | 200 000 £ | 100 000 £ | Ladbrokes      | Alexandra Palace, London |
| 2012 | Adrian Lewis (93,06)           | 7–3      | Andy Hamilton (90,83)          | 1 000 000 £     | 200 000 £ | 100 000 £ | Ladbrokes      | Alexandra Palace, London |
| 2013 | Phil Taylor (103,04)           | 7–4      | Michael van Gerwen (100,66)    | 1 000 000 £     | 200 000 £ | 100 000 £ | Ladbrokes      | Alexandra Palace, London |
| 2014 | Michael van Gerwen (100,10)    | 7–4      | Peter Wright (95,71)           | 1 050 000 £     | 250 000 £ | 100 000 £ | Ladbrokes      | Alexandra Palace, London |
| 2015 | Gary Anderson (97,68)          | 7–6      | Phil Taylor (100,69)           | 1 250 000 £     | 250 000 £ | 120 000 £ | William Hill   | Alexandra Palace, London |
| 2016 | Gary Anderson (99,26)          | 7–5      | Adrian Lewis (100,23)          | 1 500 000 £     | 300 000 £ | 150 000 £ | William Hill   | Alexandra Palace, London |
| 2017 | Michael van Gerwen (107,79)    | 7–3      | Gary Anderson (104,93)         | 1 650 000 £     | 350 000 £ | 160 000 £ | William Hill   | Alexandra Palace, London |
| 2018 | Rob Cross (107,67)             | 7–2      | Phil Taylor (102,26)           | 1 800 000 £     | 400 000 £ | 170 000 £ | William Hill   | Alexandra Palace, London |
| 2019 | Michael van Gerwen (102,21)    | 7–3      | Michael Smith (95,29)          | 2 500 000 £     | 500 000 £ | 200 000 £ | William Hill   | Alexandra Palace, London |
| 2020 | Peter Wright (102,79)          | 7–3      | Michael van Gerwen (102,88)    | 2 500 000 £     | 500 000 £ | 200 000 £ | William Hill   | Alexandra Palace, London |
| 2021 | Gerwyn Price (100,08)          | 7–3      | Gary Anderson (94,25)          | 2 500 000 £     | 500 000 £ | 200 000 £ | William Hill   | Alexandra Palace, London |
| 2022 | Peter Wright (98,34)           | 7–5      | Michael Smith (99,22)          | 2 500 000 £     | 500 000 £ | 200 000 £ | William Hill   | Alexandra Palace, London |
| 2023 | Michael Smith (100,71)         | 7–5      | Michael van Gerwen (99,58)     | 2 500 000 £     | 500 000 £ | 200 000 £ | Cazoo          | Alexandra Palace, London |
| 2024 | Luke Humphries (103,67)        | 7–4      | Luke Littler (101,13)          | 2 500 000 £     | 500 000 £ | 200 000 £ | Paddy Power    | Alexandra Palace, London |
| 2025 | Luke Littler (102,73)          | 7–3      | Michael van Gerwen (100,69)    | 2 500 000 £     | 500 000 £ | 200 000 £ | Paddy Power    | Alexandra Palace, London |